# Gonomyia juarezi
Gonomyia juarezi är en tvåvingeart som beskrevs av Alexander 1946. Gonomyia juarezi ingår i släktet Gonomyia och familjen småharkrankar. Inga underarter finns listade i Catalogue of Life.